# Käo (Elva)
Käo is een plaats in de Estlandse gemeente Elva, provincie Tartumaa. De plaats heeft de status van dorp (Estisch: küla) en telt 48 inwoners (2021).
Tot in oktober 2017 lag Käo in de gemeente Rõngu. In die maand ging Rõngu op in de gemeente Elva.
Langs Käo loopt de Põhimaantee 3, de weg van Jõhvi via Tartu en Valga naar Letland, die onderdeel is van de Europese weg 264.

## Geschiedenis
Käo is vermoedelijk het dorp Moritzberg, dat in 1796 in een document werd genoemd. In 1869 was Käo een veehouderij die onder het landgoed Väike-Konguta viel. Ernst von zur Mühlen, de eigenaar van Käo, was een van de weinige landeigenaren die zijn grond mocht houden nadat Estland onafhankelijk was geworden. In de jaren dertig van de 20e eeuw kreeg Käo officieel de status van dorp. In 1977 werd een deel van het buurdorp Lauri bij Käo gevoegd.